# Aphalara itadori
Psylle de la renouée
Espèce
Aphalara itadori, la Psylle de la renouée, est une espèce asiatique de Psylles de la famille des Aphalaridae.

## Description
Aphalara itadori est un petit insecte suceur et sauteur se nourrissant de Polygonacées et plus spécifiquement des Renouées Fallopia japonica et Fallopia sachalinensis. 
En Grande-Bretagne, Aphalara itadori est testée en laboratoire dans le cadre de la lutte contre la propagation de l'espèce invasive Renouée du Japon,.

## Répartition
Considérée comme indigène du Japon de la Corée et de Taïwan ainsi que de quelques îles proches comme Ryukyu et Kuril, elle est également présente en Grande-Bretagne.

## Dénomination
Ce taxon porte en français le nom vernaculaire ou normalisé suivant : Psylle de la renouée.

## Systématique
Le nom valide complet (avec auteur) de ce taxon est Aphalara itadori (Shinji (d), 1938).
L'espèce a été initialement classée dans le genre Psylla sous le protonyme Psylla itadori Shinji, 1938.
Aphalara itadori a pour synonymes :
- Aphalara kunashirensis Klimaszewski, 1983
- Psylla itadori Shinji, 1938

### Publication originale
- (en) Orihei Shinji, « Five new species of Psylla from North-Eastern Japan », The entomological society of Japan, vol. XII, no 4,‎ 1938, p. 146-151 (lire en ligne).